# Prosthenia
Prosthenia is een geslacht van vlinders van de familie snuitmotten (Pyralidae), uit de onderfamilie Galleriinae.

## Soorten
- P. psittacolella Hampson, 1901
- P. xyloryctella Hampson, 1917